# Rio Eem
O Eem é um rio no norte da província neerlandesa de  Utrecht, com cerca de 18 km de comprimento, que corre por dentro da cidade de Amersfoort, indo desaguar no Eemmeer (Lago Eem). Esse pequeno rio empresta seu nome para um período de degelo, na formação da Terra, o Período de Degelo Eem, que se situa entre a Era Glaciar de Riss e a de Würm (por isso designado de Eemiano).
O rio Eem nasce em Gelderse Vallei, com o nome de Heiligenbergbeek (riacho Heligenberger) que se junta, no centro mesmo de Amersfoort, com os riachos Barneveldse Beek e o Lunterse Beek. O rio faz um arco na direção oeste de Soest, Baarn e Eemnes, através do Eemvallei até o Eemmeer. O Eem é responsável pela maior parte do escoamento hídrico do Gelderse Vallei. Os "polders" do Eem são paisagisticamente de grande valor.
Por ocasião de baixos níveis de água no Eem durante o verão, água é bombeada do Baixo Reno, por via do Canal Vallei (Valleikanaal) para o Eem. Esse rio é a fonte mais importante para o equilíbrio biológico do Lago Eem (Eemmeer). Recentemente, houve discussões sobre a questão de que a quantidade absoluta de fosfato e de nitrato teria diminuído sensivelmente no Lago, mas o decréscimo deve ser relativizado, pois a própria quantidade de água diminuiu desde 2003.